# لی جه میونگ
لی جه میونگ (کره‌ای: 이재명؛ تلفظ‌شده به صورت [i.dʑɛ.mjʌŋ]، زادهٔ ۸ دسامبر ۱۹۶۳) سیاستمدار و وکیل اهل کره جنوبی است که از سال ۲۰۲۵ یه عنوان رئیس‌جمهور این کشور خدمت می‌کند. او پیش‌تر از سال ۲۰۱۸ تا ۲۰۲۱ فرماندار استان گیونگ‌گی و از سال ۲۰۲۲ تا ۲۰۲۵ رهبر حزب دموکراتیک و در همان دوره نمایندهٔ حوزهٔ گه‌یانگ بی در مجلس ملی بوده است.
لی در خانواده‌ای فقیر در آندونگ به دنیا آمد. او پس از پایان دبستان به عنوان کارگر کارخانه مشغول به کار شد و در اثر سانحه‌ای در محل کار، دچار معلولیت گردید. وی با دریافت معادل دیپلم راهنمایی و دبیرستان، وارد دانشگاه چونگ آنگ شد و در سال ۱۹۸۶ مدرک حقوق خود را دریافت کرد. لی به عنوان وکیل حقوق بشر و کارگری با انجمن وکلای ترقی‌خواه مین‌بیون همکاری داشت و در تلاش برای تأسیس بیمارستانی جدید در سونگنام نقش‌آفرینی کرد.
او در سال ۲۰۰۵ وارد عرصهٔ سیاست شد و در چند انتخابات اولیه ناکام ماند، تا اینکه در سال ۲۰۱۰ به عنوان شهردار سونگنام انتخاب شد و در سال ۲۰۱۴ نیز دوباره به این سمت رسید. لی نخستین بار در انتخابات ریاست‌جمهوری ۲۰۱۷ شرکت کرد، اما در رقابت درون‌حزبی دموکرات‌ها از مون جه این شکست خورد. او در سال ۲۰۱۸ برای شرکت در انتخابات فرمانداری استان گیونگ‌گی از سمت شهردار کناره‌گیری کرد و موفق به پیروزی شد. لی در سال ۲۰۲۱ نیز از مقام فرمانداری استعفا داد. در انتخابات ریاست‌جمهوری ۲۰۲۲، نامزد حزب دموکراتیک شد، اما با اختلافی اندک رقابت را به یون سوک یول از حزب قدرت مردم واگذار کرد.
در ژانویه ۲۰۲۴، لی از یک ترور نافرجام جان سالم به در برد. در نوامبر همان سال، به اتهام نقض قانون انتخابات مسئولان دولتی—به‌دلیل انکار دروغین ارتباطش با کیم مون کی، مدیر پیشین شرکت توسعه سونگنام در جریان کارزار انتخاباتی ۲۰۲۲—محکوم شد. در جریان بحران حکومت نظامی کره جنوبی در سال ۲۰۲۴، لی با بالا رفتن از حصار ساختمان مجلس ملی و پخش زندهٔ این اقدام، توجه بین‌المللی را به خود جلب کرد. او سپس نقش کلیدی در پیشبرد روند استیضاح یون سوک یول ایفا کرد. پس از برکناری یون توسط دادگاه قانون اساسی کره، لی برای سومین بار در انتخابات ریاست‌جمهوری ۲۰۲۵ شرکت کرد و پس از کسب نامزدی حزب دموکراتیک، در انتخابات عمومی با اختلافی چشمگیر کیم مون سو از حزب قدرت مردم را شکست داد.

## خلاصه زندگی لی جه-میونگ
لی جه-میونگ، سیاستمدار کره‌ای، احتمالاً در ۸ دسامبر ۱۹۶۳ در آندونگ به دنیا آمد، اگرچه تاریخ رسمی تولد او ۲۲ دسامبر ۱۹۶۴ ثبت شده است. او در فقر بزرگ شد و به دلیل مشکلات مالی خانواده، اغلب از فعالیت‌های اجتماعی محروم بود و برای شرکت در اردوها و برنامه‌های اجتماعی به کمک معلمانش وابسته بود.
پس از اتمام مدرسه ابتدایی، خانواده لی به سئونگنام نقل مکان کردند. به دلیل فقر، لی به جای رفتن به مدرسه راهنمایی، در کارخانه‌های مختلفی از جمله کارخانه گردنبندسازی و لاستیک‌سازی مشغول به کار شد، حتی در سنی که هنوز برای کار قانونی نبود. او در این کارخانه‌ها دچار دو حادثه شد که به آسیب دیدگی انگشت و مچ دستش منجر شد و باعث ناتوانی دائمی در بازویش شد. این ناتوانی بعدها او را از خدمت سربازی معاف کرد.
با وجود سختی‌ها، لی با دیدن دانش‌آموزان در لباس فرم مدرسه، آرزوی تحصیل در دانشگاه را پیدا کرد. او با تلاش زیاد در سال ۱۹۷۸ دیپلم راهنمایی و در سال ۱۹۸۱ دیپلم دبیرستان را گرفت و در نهایت با بورسیه وارد دانشکده حقوق دانشگاه چونگ آنگ شد. تجربیات او با فقر شدید، الهام‌بخش فلسفه سیاسی «ئوگ‌گانگ بویئاک» او شد که هدف آن محدود کردن امتیازات قدرتمندان و حمایت از اقشار فقیر جامعه است.
پس از فارغ‌التحصیلی و قبولی در آزمون وکالت در سال ۱۹۸۶، لی ابتدا قصد داشت قاضی یا دادستان شود، اما با الهام از سخنرانی رو مو هیون، تصمیم گرفت وکیل حقوق بشر و کارگر شود. او دفتر وکالت خود را در سئونگنام تأسیس کرد و در زمینه حقوق کار و حقوق بشر فعالیت کرد. لی همچنین یکی از اعضای بنیان‌گذار «انجمن شهروندان سئونگنام» بود و به عنوان وکیل و فعال اجتماعی در پرونده‌های مهمی مانند «پارک ویو» که مربوط به فساد در اعطای مجوزهای ساختمانی بود، شهرت یافت.
در اوایل دهه ۲۰۰۰، پس از بسته شدن دو بیمارستان عمومی در سئونگنام، لی جنبشی را برای ساخت یک بیمارستان جدید شهرداری آغاز کرد. اما شورای شهر درخواست آن‌ها را رد کرد. این تجربه باعث شد لی به این نتیجه برسد که نمی‌تواند تنها از طریق جنبش‌های اجتماعی تغییر ایجاد کند و بنابراین تصمیم گرفت وارد دنیای سیاست شود.

## کارنامه سیاسی
لی جه‌میونگ، چهره برجسته سیاسی کره جنوبی، کارنامه پرفراز و نشیبی داشته است که در ادامه به‌طور خلاصه به آن می‌پردازیم.

### آغاز فعالیت سیاسی و شکست‌ها
لی در سال ۲۰۰۵ به حزب اوری پیوست و نامزدی خود را برای شهرداری سئونگنام اعلام کرد، اما به دلیل عدم محبوبیت حزب و دولت وقت، با کسب ۲۳٫۷۵ درصد آرا شکست خورد. در انتخابات ریاست‌جمهوری ۲۰۰۷، او معاون ارشد دفتر نامزد چونگ دونگ-یونگ بود. در انتخابات عمومی ۲۰۰۸، پس از شکست در انتخابات مقدماتی، در حوزه انتخابیه دیگری نامزد شد و با ۳۳ درصد آرا، دوباره شکست را تجربه کرد، چرا که این حوزه پایگاه سنتی حزب رقیب بود. پس از انتخابات ۲۰۰۸، به درخواست رهبر وقت حزب دموکرات، چونگ سای-کیون، معاون سخنگوی این حزب شد.

### شهرداری سئونگنام (۲۰۱۰–۲۰۱۸)
لی در انتخابات محلی ۲۰۱۰ کره جنوبی، با ۵۱٫۱۶ درصد آرا، به عنوان شهردار سئونگنام انتخاب شد. او در سخنرانی آغاز به کار خود بر مشارکت شهروندان و ایجاد فرصت‌های برابر تأکید کرد. یکی از اقدامات جنجالی او، انتقال دفتر شهردار به مکانی کوچکتر و تبدیل دفتر لوکس قبلی به کافه کتاب بود. همچنین، او به دلیل بدهی سنگین شهر، وضعیت اضطراری مالی اعلام کرد و بدهی ۵۲۰ میلیارد وونی به وزارت زمین، زیرساخت و حمل و نقل را از طریق انتشار اوراق قرضه تسویه کرد. لی به استفاده فعال از شبکه‌های اجتماعی نیز شهرت داشت و دیدگاه‌های خود را صریحاً در توییتر و فیس‌بوک بیان می‌کرد. نصب دوربین مداربسته در دفتر شهردار برای جلوگیری از دریافت رشوه، از دیگر اقدامات او بود.
در دوره شهرداری، او بر سیاست‌های رفاهی شهر، از جمله تقویت مرکز پزشکی سئونگنام، تأمین لباس فرم رایگان برای دانش‌آموزان، و ایجاد «سود سهام جوانان» (نوعی درآمد پایه همگانی برای جوانان) تمرکز کرد. او در انتخابات محلی ۲۰۱۴ با ۵۵٫۱ درصد آرا مجدداً انتخاب شد. یکی از تصمیمات مهم او، ممنوعیت گوشت سگ و تعطیلی مراکز کشتار سگ در بازار موران بود که بحث‌های زیادی را برانگیخت.
او همچنین به شدت از واکنش پارک گئون-هه به غرق شدن کشتی ام‌وی سه‌وول انتقاد کرد و در اعتراض به برنامه‌های دولت برای تغییر مسئولیت‌های مالی دولت‌های محلی، ۱۱ روز روزه گرفت. در پایان دوره شهرداری، او ۹۴٫۱ درصد از وعده‌های انتخاباتی خود را، از جمله ساخت و توسعه مرکز پزشکی سئونگنام، سیاست سود سهام جوانان و برنامه لباس فرم رایگان برای دانش‌آموزان، محقق کرده بود. بسیاری از این سیاست‌ها بعدها به چارچوب اصلی او در سیاست ملی تبدیل شدند.

### فرمانداری استان گیونگ‌گی (۲۰۱۸–۲۰۲۱)
پس از شکست در نامزدی ریاست‌جمهوری، لی در انتخابات محلی ۲۰۱۸ برای فرمانداری استان گیونگ‌گی، که بیش از ۱۳ میلیون نفر جمعیت دارد، نامزد شد. با وجود اتهامات مربوط به یک رابطه نامشروع، او در انتخابات مقدماتی حزب دموکرات با حدود ۶۰ درصد آرا پیروز شد و سپس با ۵۶ درصد آرا، رقیب خود نام کیونگ-پیل را شکست داد و اولین فرماندار لیبرال گیونگ‌گی در ۲۰ سال اخیر شد.
او به دلیل واکنش خود به دنیاگیری کووید-۱۹ در کره جنوبی به عنوان فرماندار، مورد تحسین قرار گرفت. در مارس ۲۰۲۰، در پی شیوع ویروس در میان پیروان کلیسای شینچئونجی، لی با تهدید به اقدامات قانونی، بنیانگذار این سازمان را وادار به همکاری برای آزمایش و ردیابی تماس‌ها کرد. او همچنین دستور ویژه آزمایش اجباری کووید-۱۹ برای تمام اتباع خارجی شاغل در استان گیونگ‌گی را صادر کرد که منجر به شناسایی ۳۲۹ مورد جدید شد. اگرچه او در طول دوره فرمانداری تنها در سه جلسه از ۶۸٫۵ جلسه متوسط ستاد مرکزی مقابله با بلایای طبیعی شرکت کرده بود، اما ادعا کرد که از زمان خود به‌طور موثرتری برای مسائل حیاتی استفاده کرده است.
لی اغلب تأکید می‌کرد که به‌طور متوسط ۹۵ درصد از وعده‌های انتخاباتی خود را محقق کرده و معتقد است با تکیه بر خرد جمعی مردم، کارهای درست را برای رسیدن به نتایج پیش می‌برد. او در ۲۵ اکتبر ۲۰۲۱ برای تمرکز بر رقابت ریاست‌جمهوری از سمت خود استعفا داد.

### مجلس ملی (۲۰۲۲–۲۰۲۵)
پس از شکست نزدیک در انتخابات ریاست‌جمهوری، لی در ۷ مه ۲۰۲۲ نامزدی خود را برای کرسی خالی حوزه انتخابیه گیه‌یانگ اینچئون در مجلس ملی کره جنوبی اعلام کرد و در ۱ ژوئن ۲۰۲۲ این کرسی را به دست آورد. سپس در ۲۸ آگوست به عنوان رهبر حزب دموکرات کره انتخاب شد.

### سوءقصد
در ۲ ژانویه ۲۰۲۴، لی در حین برگزاری جلسه پرسش و پاسخ با خبرنگاران در بوسان، از ناحیه گردن مورد اصابت چاقو قرار گرفت. ضارب که کلاه کاغذی با عنوان «من لی جه‌میونگ هستم» بر سر داشت، پس از درخواست امضا به سمت او حمله کرد. لی به بیمارستان منتقل شد و جراحی او به دلیل آسیب به ورید ژوگولار طولانی‌تر از حد انتظار بود. ضارب با اعتراف به پلیس، هدف خود را قتل لی اعلام کرد.

### بحران حکومت نظامی ۲۰۲۴
لی در سال ۲۰۲۴ پس از اعلام حکومت نظامی توسط رئیس‌جمهور یون سوک یول و تلاش برای جلوگیری از تشکیل جلسه مجلس ملی توسط ارتش، شهرت بین‌المللی پیدا کرد. او با راه‌اندازی پخش زنده یوتیوب، خود را در حال بالا رفتن از حصار ساختمان مجلس برای عبور از نیروهای نظامی ضبط کرد و از مردم خواست تا در مقابل ساختمان مجلس تجمع کنند. او اظهار داشت که در ابتدا گمان می‌کرد اعلام حکومت نظامی یک «دیپ‌فیک» است و سپس رهبری تلاش برای استیضاح یون سوک یول را بر عهده گرفت و او را به خیانت متهم کرد. یون در نهایت در ۱۴ دسامبر توسط مجلس ملی استیضاح شد.
در مارس ۲۰۲۵، لی از اتهام قبلی نقض قانون انتخابات تبرئه شد، اما این حکم در ۱ مه توسط دادگاه عالی کره لغو شد و پرونده برای بررسی مجدد به دادگاه عالی سئول ارجاع داده شد. تاریخ اولیه محاکمه مجدد ۱۵ مه تعیین شده بود، اما بعداً به ۱۸ ژوئن، یعنی پس از تاریخ انتخابات، به تعویق افتاد.

## کمپین‌های انتخاباتی ریاست‌جمهوری لی جه-میونگ
لی جه-میونگ، سیاستمدار کره‌ای، سه بار برای ریاست‌جمهوری نامزد شده است.

### انتخابات ریاست‌جمهوری ۲۰۱۷
در پی رسوایی پارک گون هه-چوی سون-سیل در اواخر سال ۲۰۱۶، لی جه-میونگ با سخنرانی‌های قوی خود مورد توجه ملی قرار گرفت. او در نظرسنجی‌ها پس از مون جه-این از حزب دموکراتیک، نفر دوم شد و به عنوان بخشی از جناح ترقی‌خواه حزب شناخته می‌شد. با این حال، با کاهش شدت اعتراضات پس از استیضاح رئیس‌جمهور، محبوبیت لی نیز افت کرد. او در نهایت در انتخابات مقدماتی حزب دموکراتیک، با کسب ۳۴۷٬۶۴۷ رأی، در جایگاه سوم قرار گرفت و مون جه-این با ۹۳۶٬۴۱۹ رأی پیروز شد.

### انتخابات ریاست‌جمهوری ۲۰۲۲
لی جه-میونگ در ژوئیه ۲۰۲۱ نامزدی خود را برای انتخابات ریاست‌جمهوری کره جنوبی (۲۰۲۲) اعلام کرد. او بر سیاست‌هایی تأکید داشت که برابری برای همه اقشار جامعه را تضمین کرده و جایگاه کره را در سطح جهانی ارتقا دهد. لی در ۱۰ اکتبر ۲۰۲۱ رسماً نامزد حزب دموکراتیک کره شد و با کسب اکثریت آرا در انتخابات مقدماتی، مستقیماً وارد رقابت ریاست‌جمهوری شد. با این حال، در انتخابات عمومی، او با ۴۷٫۸ درصد آرا در برابر یون سوک یول از حزب قدرت مردم که ۴۸٫۶ درصد آرا را کسب کرد، شکست خورد.

### انتخابات ریاست‌جمهوری ۲۰۲۵
پنج روز پس از استیضاح یون سوک یول در آوریل ۲۰۲۵، لی جه-میونگ از رهبری حزب دموکراتیک استعفا داد و یک روز بعد، در ۱۰ آوریل، نامزدی خود را برای سومین بار در انتخابات ریاست‌جمهوری اعلام کرد.در ۲۷ آوریل، او رسماً در انتخابات مقدماتی حزب دموکراتیک پیروز شد و نامزد رسمی حزب برای ریاست‌جمهوری گردید. از جمله وعده‌های انتخاباتی او اصلاح قانون اساسی برای اجازه دادن به رؤسای جمهور برای دو دوره چهار ساله و معرفی رأی‌گیری دور دوم بود. در نهایت، در ۳ ژوئن ۲۰۲۵، لی با کسب ۴۹٫۴۲ درصد آرا در انتخابات ریاست‌جمهوری پیروز شد.
لی جه-میونگ در ۴ ژوئن ۲۰۲۵ به عنوان رئیس‌جمهور کره جنوبی سوگند یاد کرد. مراسم سوگند در تالار روتوندای مجلس ملی برگزار شد. او کیم مین-سوک را به عنوان نخست‌وزیر معرفی کرد و همچنین نامزدهایی برای پست‌های مهم امنیتی و خارجی تعیین کرد. لی برای تضمین تداوم در امور دولتی، پیشنهادهای استعفای اعضای کابینه قبلی را، به جز وزیر دادگستری، رد کرد. او در حال حاضر در دفتر ریاست‌جمهوری یونگسان مستقر است تا زمان انتقال کامل به اقامتگاه قبلی ریاست‌جمهوری در کاخ آبی. در ۵ ژوئن، لی نامزدهای معرفی شده توسط رئیس‌جمهور موقت قبلی را برای دادگاه قانون اساسی پس گرفت و دستور انتقال ستاد وزارت اقیانوس‌ها و شیلات به بوسان را صادر کرد.